# Scott Walker
Scott Kevin Walker (n. 2 de novembre de 1967) és un polític estatunidenc del  Partit Republicà,  governador de l'Estat de Wisconsin des de gener de 2011. Entre els anys 2002 i 2010 va formar part de la junta de govern del Comtat de Milwaukee, i entre 1993 i 2002 va ocupar un seient a l'Assemblea de l'Estat de Wisconsin.
Fou candidat a les primàries republicanes per a esdevenir candidat a la Casa Blanca.